# Бразилски пас
Бразилски пас или Фила брасилеиро је раса великих радних паса узгајаних у Бразилу.

## Изглед
Фила брасилеиро је молосоидна раса са великим костима и много кожних набора. Стандард расе захтева да мужјаци буду између 65 и 75 цм у гребену и да имају најмање 50 кг. Женке су нешто мање - од 60 до 70 цм у гребену и теже од 40 кг.

### Длака
Длака е кратка и глатка. Све врсте боје су дозвољене, осим беле, мишје сиве, пегаве и шарене. Потпуно тиграста може имати и светле и тамне пруге. На њушци може бити црна маска, али не нужно. Беле ознаке, које не прелазе ¼ површине коже, према ФЦИ стандарду, дозвољене су на ногама, грудима и врху репа, непожељне су на другим местима. Недавно је црна боја постала прихватљива.

### Темперамент
Фила бразилеиро је одличан чувар сеоске куће. Не крије неповерење према странцима, а ни на изложбама испољавање агресије према судији није разлог за дисквалификацију. Фила то има у генима, па чак и бразилски стандард расе саветује судијама да не дирају пса. Међутим, ФЦИ стандард дозвољава да пас буде дисквалификован због прекомерне агресије, углавном када га власник не контролише довољно на јавним местима. Фила је позната по својој привржености породици и пријатељима, али ова раса није за свакога. Фила захтева самоуверену, искусну особу са здравим разумом и разумевањем инхерентних квалитета расе. Ово је прави пас чувар.
Снажно су везани за власника и чланове његове породице и показују изузетну понизност и жељу да их заштите. Може се рећи да живе да би заштитили оне које воле, укључујући децу и кућне љубимце. Ретко верују странцима. Већина уопште не подноси странце. Упркос томе, Фила је одлична раса за целу породицу.

## Историја
Прва верзија тврди да се Фила појавила као резултат укрштања мастифа, Блодхоунда и енглеског булдога. Од мастифа је Фила наследила облик лобање и леђа, од Блодхоунда је позајмила висеће наборе коже, тужан поглед и оштар мирис, а од древне расе булдога добила је насилан темперамент и тврдоглаву нарав. Поред главног посла - чувања и прогона одбеглих робова, дужности фила укључивале су и заштиту стада и станова од веома опасног предатора - јагуара.
Друга хипотеза је да Фила потиче од Фила Терцеиренсе, који је изумрла раса названа по острву Терсеира на Азурима. Доласком на португалски трон краља Жоаа VI, као и преношењем краљевског двора у Рио де Жанеиро, енглески мастиф, популаран тих година, почео је да се увози у Бразил. Због насумичних укрштања појављује се раса укрштањем Фила Терцеиренсе и мастифа.
Године 1938. заједничка страст и љубав према овој раси ујединиле су њене поклонике и познаваоце у национални конгрес са седиштем у Рио де Жанеиру. Све их је преплавила страст да унапреде расу. На крају, као резултат укрштања неколико раса током неколико векова без интервенције специјалиста, појавила се нова раса. Први референтни узорак изабран је од великог броја пријављених 1946. године. Тачно 30 година касније, 1976. године, узгајана је нова верзија расе, „детаљнија“, али без специфичних карактеристика карактеристичних за одређену расу.